# Bărăitaru, Prahova
Bărăitaru (în trecut, Baraictaru-Brebu sau Baraictaru) este un sat în comuna Drăgănești din județul Prahova, Muntenia, România.
În trecut, locul pe care se afla satul a aparținut mănăstirii Brebu, vreme în care s-a construit și o biserică ortodoxă, în 1852. Din această cauză, pe atunci i se spunea și Baraictarul-Brebu.